# 國道189號
國道189號是日本山口縣岩國市的一般國道。屬於港國道。

## 概要
- 陸上距離：2.9km（實長0.4km[a]。）
- 起點：山口縣岩國市車町3丁目（岩國機場）
- 終點：山口縣岩國市麻里布町1丁目（岩國市麻里布町1丁目13番6：立石交叉點＝國道2號交點、國道187號・國道188號起點）

## 接續路線
- 國道188號：岩國機場入口（立石交差點共線）
- 國道2號、國道187號：立石（終點）